# Schicksalsgemeinschaft
Eine Schicksalsgemeinschaft ist eine Gruppe von Personen, die einem gemeinsamen Schicksal ausgesetzt ist, z. B. einer risikobehafteten oder gefährlichen Situation.
Beispiele hierfür sind Schiffbrüchige, Geiseln oder in einem Bergwerk oder einer Ehe bzw. einem Konkubinat eingeschlossene Personen. Teilweise entsteht zwischen Geiseln und deren Geiselnehmern eine besondere Schicksalsgemeinschaft, die zu einem Stockholm-Syndrom führen kann.

## In der rechtswissenschaftlichen Literatur

### Familienrecht
In der Schweiz ist die „Schicksalsgemeinschaft“ eine erforderliche Eigenschaft einer Ehe oder eines rechtlich anerkannten Konkubinates.
Darunter versteht man, eine auf längere Zeit oder auf Dauer angelegte umfassende Lebensgemeinschaft, die sowohl eine geistig-seelische als auch eine wirtschaftliche Komponente aufweist. Verkürzt wird diese etwa auch als Wohn-, Tisch- und Bettgemeinschaft bezeichnet, in der die Lebenspartner einander Treue und Beistand schulden.

### Grundpfandrecht
Nach der schweizerischen Rechtsprechung:

„Beim Schuldbrief bilden die Grundpfandforderung und das Grundpfandrecht eine strikte Einheit; sie werden durch den Grundbucheintrag und die Verbriefung in einem Wertpapier in identischem Betrag erzeugt und sind fortan untrennbar verbunden; keines der beiden Elemente kann ohne das andere oder in ungleicher Höhe bestehen; vielmehr bilden sie eine notwendige Schicksalsgemeinschaft. [...].“

## In politischen Kontexten

### „Volk“ als „Schicksalsgemeinschaft“
Der Begriff wird in völkischen Kontexten gebraucht. Zum Beispiel wird das jüdische Volk häufig als Schicksalsgemeinschaft dargestellt.

#### In Deutschland

##### Zeit des Nationalsozialismus
Der Begriff des „Volkes“ wurde häufig als Schicksalsgemeinschaft beschrieben. Der Begriff ist – wie die Ausdrücke „Blutgemeinschaft“, „Volksgemeinschaft“ und „Blut- und Schicksalsgemeinschaft“ – ein in der Ideologie und Sprache des Nationalsozialismus oft gebrauchtes Schlagwort.

„Die reichsdeutschen Katholiken lassen sich in ihrer Treue zu Volk und Reich von niemand übertreffen und bejahen die nationalsozialistische Revolution, weil ein Gericht über das Zeitalter der individualistischen Absonderung und Auflösung war, eine Rückbesinnung auf die ewige Schöpfungsordnung, auf die Blut- und Schicksalsgemeinschaft der Deutschen und auf die völkische Wesensart.“

„Wir sind durch Gottes Schöpfung hineingestellt in die Blut- und Schicksalsgemeinschaft des deutschen Volkes und sind als Träger dieses Schicksals verantwortlich für seine Zukunft: Deutschland ist unsere Aufgabe, Christus ist unsere Kraft!“

##### Nach der Wiedervereinigung
Der CDU-Politiker Volker Kauder forderte kurz nach dem Berliner „Integrationsgipfel“ der deutschen Bundesregierung im Juli 2006 von Einwanderern in Deutschland: „Wer Deutscher werden will, muss sich auch zur deutschen Schicksalsgemeinschaft und damit zur deutschen Geschichte bekennen.“

#### In der Schweiz
Seit dem 19. Jahrhundert verkörpert der Begriff „Schicksalsgemeinschaft“ die Idee, dass sich Menschen trotz kultureller Unterschiede als Willensnation zusammenfinden, um Naturkatastrophen oder äußeren Gefahren zu begegnen.
Der Schweizer Dichter und spätere Nobelpreisträger Carl Spitteler ist eine der Hauptfiguren dieser Konzeption: 
Nach Ausbruch des Ersten Weltkriegs bestand die Gefahr einer internen Spaltung (le fossé; der Graben) zwischen den verschiedenen Sprachregionen des Landes. Am 14. Dezember 1914 forderte er in seiner berühmten Rede „Unser Schweizer Standpunkt“ die nationale Einheit und die strikte Neutralität der Schweiz. Dieser Aufruf, dem auf eidgenössisch-bundespolitischer Ebene gefolgt wurde, repräsentiert den Geist der nationalen Schicksalsgemeinschaft in der Schweiz:

„«Wir haben nicht dasselbe Blut, nicht dieselbe Sprache, wir haben kein die Gegensätze vemittelndes Fürstenhaus, nicht einmal eine eigentliche Hauptstadt.» Gegen diese «Elemente der Schwäche» hisst er «die eidgenössische Fahne» als Symbol der Schicksalsgemeinschaft: «Die Deutschen sind unsere Nachbarn und die Welschen unsere Brüder, die auf unserer Seite wären, falls die Nachbarn Lust verspüren könnten, über unsere Zäune zu klettern.»“

Bei Carl Spitteler sind durch die furchtbare Schicksalsgemeinschaft Menschen aber auch Tiere verbunden.

### Euro-Krise
Im Zusammenhang mit der Eurokrise wurde die Euro-Währungsunion wiederholt von verschiedenen Politikern, unter anderem Angela Merkel, als „Schicksalsgemeinschaft“ bezeichnet.